# Иван Парчетић
Иван Парчетић (1911-1943), трговачки радник, члан КПЈ и политички комесар „Штаба партизанских одреда ПК КПЈ за западну Бачку и Барању". Умро је од тифуса у логору 1943. године.

## Биографија
Иван Парчетић је рођен 1911. у Сомбору, у радничкој породици, родитељи су му били надничари. Како је рано остао без оца мајка преузима потпуну бригу о њему, и његовом каснијем школовању у Трговачкој школи. У својој раној младости опробао се и у песништву и сликарству, неке његове слике и данас чува народни музеј. Године 1927. постаје шегрт у трговини са текстилном робом " Господар Браће Б. Рајића ", од 1930. године када постаје трговачки помоћник забрањује мајци да ради и у потпуности преузима бригу о њој и кући. Иван се доста интерсеовао за спорт у слободно време бавио се трчањем, пливањем, дизањем тегова али је посебну наклоност и таленат испољио према шаху. У сећање на њега 1964. оснива се турнир у шаху и даје му се име " Интернационални турнир Иван Парчетић ", и одржавао се на сваке две године до 1980. године.
После повратка из војске 1936. године запошљава се у највећој трговини текстилне робе у Сомбору „Раич и Полачек“, Тамо упознаје Славка Раданова који га је заинтересовао за социјалистичке идеје. Обојица се на иницијативу сомборских комуниста запошљавају у предузећу „С. Милинов“ у Загребу, да би могли да учествују на заседању „Уједињеног Радничког Синдиката“ где су представљали Сомбор. Иако су у Загребу имали добар посао и све могућности које велики град даје због носталгије враћају се у Сомбор, Иван се враћа у стару фирму где је некада радио, а Славко оснива нову фирму за промет текстилом „Раданов и Коњовић“ у коју ће 1939. године прећи и Иван, који те је године примљен у КПЈ, где ће моћи несметано да обавља свој илегални политички рад.
У марту 1941. Иван ће са осталим сомборским комунистима јавно демонстрира против споразума Цветковић-Мачек, средином марта 1941. бива мобилисан у војску Краљевине Југосалвије, међутим убрзо по капитулацији земље, Иван се враћа у Сомбор и наставља свој рад. Следећи директиве КПЈ за Војводину формиран је „Штаб партизанских одреда ПК КПЈ за западну Бачку и Барању", где је Иван постављен за политчког комесара. Иван је као и остали секретари партијиских ћелија, у својој партиској ћелији организовао неколико диверзија, њихове диверзије као што су пресеање телефонских водова, саботаже пруга и паљење жита прекинуло је велико хапшење у августу 1941. године, тада је ухваћен Вујадин Секулић приликом покушаја паљења жита, убрзо су мађарски агенти похватали и остале из партијске ћелије, 14. августа 1941. године је стрељан Бане Секулић.
Две недеље након стрељања остале пребацју у сегедински затвор „Чилаг“. На суђењу које је трајало од 7. до 12. фебруара 1942. године Иван Парчетић је осуђен на 12 година робије, 1. марта 1942. године пребачени су у Калочински затвор поред Баје.
Средином 1942. године мађарска војска је формирала од 900 затвореника пет кажњеничких чета са по 180 људи и шаљу их на руски фронт, међу њима је и Иван Парчетић. Када су дошли у СССР били стационарани у напуштене и полусрушене куће руских сељака у селу Гремјачје на Дону, тамо су обављали најгоре послове за мађарску војску, сахрањивање мртвих, копање ровова итд, доста их је том приликом погинуло од залуталих метака. Било је доста пребега у Црвену армију, што су мађарски официри строго кажњавали.
Приликом повлачења мађарске војске Сомборци су остајали у сеоским кућама, мислили су да ће Совјети знати ко су они да су на силу ту доведени, међутим Совјети су их заједно са осталим непријатељских војницима ставили у логор близу града Маршенка, у том логору од последица тифуса 1943. умире Иван Парчетић. Тек педесетак дана после југословенски борци бивају издвојених од непријатељских, и спроведени су у специјалне центре и болнице ради опоравка, од преживелих бораца формира се Прва југословенска бригада у селу Карсјово, била је подређена Црвеној армији, са којом у Југославију стигла преко Кладова 1944. године.
У спомен на Ивана Парчетића, једна улица у Сомбору и дом ученика средњих школа носе његово име.